# Dyzma Gałaj

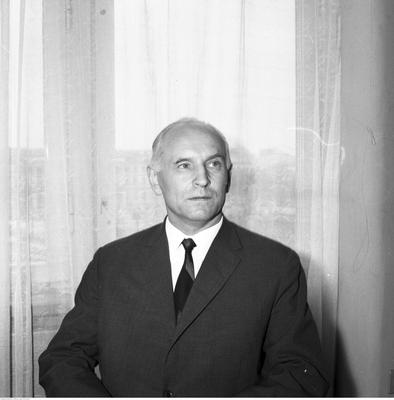
Dyzma Gałaj im Jahr 1971

Dyzma Kazimierz Gałaj (geboren 15. Januar 1915 im Mystkowice bei Łowicz; gestorben 6. Dezember 2000 in Warschau) war ein polnischer Soziologe und Politiker der Bauernparteien. 1971 bis 1972 war er Sejmmarschall (Parlamentspräsident).

## Leben
Dyzma Gałajs Eltern waren Bauern. Er trat in ein Lehrerseminar in Łowicz ein, wegen seiner Affinität zum Polnischen Bund der Kommunistischen Jugend wurde er 1932 von der Schule verwiesen. Er wurde später in ein Lehrerseminar in Wymyślin aufgenommen und nach dem Abschluss in 1936 unterrichtete er 1937–1939 als Dorflehrer. 1936 trat er in den radikalen Landjugendverband „Wici“ ein.
Nach dem Ausbruch des Zweiten Weltkriegs beteiligte er sich am Widerstand gegen die deutsche Besatzungsmacht aufseiten der Arbeiterpartei Polnischer Sozialisten, der Bauernpartei „Volkswille“ und der kommunistischen Polnischen Arbeiterpartei. 1944 wurde er von den deutschen Besatzern kurzzeitig im Pawiak-Gefängnis festgehalten. Nach dem Krieg wurde er 1946–1947 Vorsitzender des „Wici“ in der Region Lodz, danach Vorstandsmitglied der Stronnictwo Ludowe in der Region und nach der Vereinigung der Bauernparteien 1949 Mitglied des Hauptkomitees der Zjednoczone Stronnictwo Ludowe. 1947 wurde er in den verfassungsgebenden Sejm gewählt und war Mitglied des Verfassungsausschusses. 1950 schloss er ein Soziologiestudium an der Universität Łódź ab und widmete sich seiner wissenschaftlichen Karriere. 1952 schied er vorübergehend aus dem Sejm aus. 1950–1956 war er Dozent an der Landwirtschaftshochschule Olsztyn, parallel 1951–1952 an der Landwirtschaftshochschule Breslau und danach 1958–1964 an der Haupthochschule für Landwirtschaft Warschau. Dort promovierte er 1959 und habilitierte 1964. Danach wurde er zum Leiter der Forschungsanstalt für Stadt- und Dorfsoziologie an der Polnischen Akademie der Wissenschaften ernannt, wo Mikołaj Kozakiewicz sein Assistent wurde. 1970 wurde ihm eine außerordentliche Professur verliehen.
In 1965 wurde Gałaj erneut Sejmabgeordneter aus dem Wahlkreis Ciechanów. 1969 dort wiedergewählt, wurde er auch in den Parteivorstand der ZSL aufgenommen und zum Fraktionschef der ZSL berufen. Am 13. Februar 1971 wurde er als Nachfolger des aus Altersgründen scheidenden Czesław Wycech zum Sejmmarschall gewählt. Er zeigte einen selbstbewussten Führungsstil und nahm die ihm als dem Präsidenten der Kammer verfassungsmäßig zustehenden Rechte in Anspruch. Somit geriet er manchmal in Konflikte mit einigen Vertretern der dominierenden sozialistischen Partei Polska Zjednoczona Partia Robotnicza. Er befürwortete die Entwicklung von privatwirtschaftlichen Betrieben innerhalb der sozialistischen Wirtschaft. Die Legislaturperiode wurde am 15. Februar 1972 durch die Auflösung des Sejm vorzeitig beendet. In den beiden nachfolgenden Legislaturperioden 1972–1976 und 1976–1980 war er zwar weiterhin Abgeordneter und 1972–1976 sogar Mitglied des Staatsrats, es wurde ihm aber danach jeglicher politischer Einfluss entzogen und er schied 1976 als Parteivorstandsmitglied und Fraktionsvorsitzender aus. 1977 wurde Gałaj zum Ordinarius berufen und 1985 emeritiert.

## Einzelbelege
1. ↑  Der seltene Vorname Dyzma ist die polnische Form von Dismas.
2. ↑  POLEN: Hilfe für Millionäre. In: Der Spiegel 8/1973, 19. Februar 1973.

| Personendaten    | Personendaten                               |
| ---------------- | ------------------------------------------- |
| NAME             | Gałaj, Dyzma                                |
| ALTERNATIVNAMEN  | Gałaj, Dyzma Kazimierz (vollständiger Name) |
| KURZBESCHREIBUNG | polnischer Soziologe und Politiker          |
| GEBURTSDATUM     | 15. Januar 1915                             |
| GEBURTSORT       | Mystkowice                                  |
| STERBEDATUM      | 6. Dezember 2000                            |
| STERBEORT        | Warschau                                    |